# László Kovácsi
László Kovácsi (Budapest, 12 de abril de 1958) es un deportista húngaro que compitió en vela en la clase Soling.
Ganó una medalla de plata en el Campeonato Mundial de Soling de 2004, y cuatro medallas en el Campeonato Europeo de Soling entre los años 1996 y 2019.

## Palmarés internacional
| \| Campeonato Mundial \| Campeonato Mundial \| Campeonato Mundial \| Campeonato Mundial \| \| Año \| Lugar \| Medalla \| Clase \| \| ------------------ \| --------------------- \| ------------------ \| ------------------ \| \| 2004 \| Porto Alegre (Brasil) \| Medalla de plata \| Soling \| \| Campeonato Europeo \| \| \| \| \| Año \| Lugar \| Medalla \| Clase \| \| 1996 \| Balatón (Hungría) \| Medalla de bronce \| Soling \| \| 2002 \| Castiglione (Italia) \| Medalla de bronce \| Soling \| \| 2018 \| Alsóörs (Hungría) \| Medalla de oro \| Soling \| \| 2019 \| Torbole (Italia) \| Medalla de plata \| Soling \| |                       |                   |        |
| Campeonato Mundial |                       |                   |        |
| Año | Lugar                 | Medalla           | Clase  |
| 2004 | Porto Alegre (Brasil) | Medalla de plata  | Soling |
| Campeonato Europeo |                       |                   |        |
| Año | Lugar                 | Medalla           | Clase  |
| 1996 | Balatón (Hungría)     | Medalla de bronce | Soling |
| 2002 | Castiglione (Italia)  | Medalla de bronce | Soling |
| 2018 | Alsóörs (Hungría)     | Medalla de oro    | Soling |
| 2019 | Torbole (Italia)      | Medalla de plata  | Soling |